# (200356) 2000 KS51
(200356) 2000 KS51 es un asteroide perteneciente al cinturón de asteroides descubierto el 31 de mayo de 2000 por el equipo del Spacewatch desde el Observatorio Nacional de Kitt Peak, Arizona, Estados Unidos.

## Designación y nombre
Designado provisionalmente como 2000 KS51.

## Características orbitales
2000 KS51 está situado a una distancia media del Sol de 3,094 ua, pudiendo alejarse hasta 3,281 ua y acercarse hasta 2,907 ua. Su excentricidad es 0,060 y la inclinación orbital 10,25 grados. Emplea 1987,96 días en completar una órbita alrededor del Sol.

## Características físicas
La magnitud absoluta de 2000 KS51 es 15,6. 